# Citharoceps
Citharoceps is een geslacht van spinnen uit de  familie van de Segestriidae (zesoogspinnen).

## Soorten
- Citharoceps cruzana (Chamberlin & Ivie, 1935)
- Citharoceps fidicina Chamberlin, 1924